# Liga Premier de Siria 2016-17
La Liga Premier de Siria 2016-17 es la 46ta edición del torneo más importante de fútbol en Siria, desde su establecimiento. Esta temporada el torneo se disputará en una sola fase. El sorteo del torneo comenzó el 23 de diciembre de 2016.
Participan 16 equipos, todos participantes de la temporada anterior. El club Al-Jaish de Damasco, parte como campeón defensor.
Todos los partidos son jugados en Damasco y Latakia, debido a razones de seguridad por la Guerra Civil Siria

## Equipos
La liga sufrió una contracción. De 20 equipos que integraban la máxima división, se redujo a 16: con los descensos de los equipos Al-Jazira, Al-Jihad SC, y Baniyas Refinery SC; mientras que el Omayya SC desistió a mitad de temporada. No hubo ascensos.

### Datos generales
Equipos ordenados alfabéticamente.
| Club        | Ciudad      | Estadio                    | Capacidad |
| ----------- | ----------- | -------------------------- | --------- |
| Al-Hurriya  | Aleppo      | Ri'ayet al-Shabab          | 10 000    |
| Al-Fotuwa   | Deir ez-Zor | Municipal Deir ez-Zor      | 13 000    |
| Al-Ittihad  | Aleppo      | Ri'ayet al-Shabab          | 10 000    |
| Al-Jaish    | Damasco     | Tishreen                   | 12 000    |
| Al-Jazeera  | Hasaka      | Basel al-Ásad (al-Hasakah) | 25 000    |
| Al-Karamah  | Homs        | Khalid ibn al-Walid        | 32 000    |
| Al-Majd     | Damasco     | Tishreen                   | 12 000    |
| Al-Muhafaza | Damasco     | Al-Muhafaza                | 1 000     |
| Al-Shorta   | Damasco     | Tishreen                   | 12 000    |
| Al-Wahda    | Damasco     | Tishreen                   | 12 000    |
| Al-Wathba   | Homs        | Khalid ibn al-Walid        | 32 000    |
| Hutteen     | Latakia     | Al-Assad                   | 28 000    |
| Jableh      | Jableh      | Al-Baath                   | 10 000    |
| Al-Nawair   | Hama        | Municipal Hama             | 22 000    |
| Al-Taliya   | Hama        | Municipal Hama             | 22 000    |
| Tishreen SC | Latakia     | Al-Assad                   | 28 000    |

## Tabla de posiciones
| Pos | Equipo        | PJ | PG | PE | PP | GF | GC | Dif | Pts |
| --- | ------------- | -- | -- | -- | -- | -- | -- | --- | --- |
| 01. | Al-Jaish SC   | 17 | 12 | 5  | 0  | 25 | 10 | +15 | 41  |
| 02. | Tishreen SC   | 17 | 11 | 5  | 1  | 26 | 09 | +17 | 38  |
| 03. | Al-Ittihad    | 17 | 8  | 9  | 0  | 24 | 12 | +12 | 33  |
| 04. | Al-Wahda SC   | 16 | 9  | 4  | 3  | 24 | 14 | +10 | 31  |
| 05. | Hutteen SC    | 17 | 7  | 6  | 4  | 20 | 14 | +6  | 27  |
| 06. | Al-Shorta SC  | 16 | 8  | 3  | 5  | 20 | 17 | +3  | 27  |
| 07. | Taliya SC     | 17 | 5  | 6  | 6  | 13 | 13 | +0  | 21  |
| 08. | Nawair SC     | 17 | 5  | 6  | 6  | 12 | 19 | -7  | 21  |
| 09. | Al-Wathba SC  | 18 | 4  | 8  | 6  | 13 | 18 | -5  | 20  |
| 10. | Muhafaza SC   | 16 | 4  | 5  | 7  | 20 | 22 | -2  | 17  |
| 11. | Al-Karamah SC | 17 | 3  | 7  | 7  | 10 | 13 | -3  | 16  |
| 12. | Al-Fotuwa SC  | 17 | 4  | 4  | 9  | 13 | 21 | -8  | 16  |
| 13. | Jableh SC     | 17 | 2  | 9  | 6  | 12 | 16 | -3  | 15  |
| 14. | Al-Majd SC    | 17 | 2  | 8  | 7  | 10 | 19 | -9  | 14  |
| 15. | Al-Jazira     | 17 | 2  | 7  | 8  | 12 | 22 | -10 | 13  |
| 16. | Al-Hurriya SC | 17 | 2  | 2  | 13 | 10 | 25 | -15 | 8   |

Pts = Puntos; PJ = Partidos jugados; G = Partidos ganados; E = Partidos empatados; P = Partidos perdidos; GF = Goles anotados; GC = Goles recibidos; Dif = Diferencia de goles

(C) = Campeón.

Fuente:
1. ↑  Sí el campeón avanza a la fase de grupo de la LC, entonces ocupará su puesto en la fase de grupo de la Copa AFC 2018.

|  | Liga de Campeones 2018 (Play-Off)               |
|  | Copa AFC 2018 (Fase de grupo)                   |
|  | Copa AFC 2018 (Ronda preliminar)                |
|  | Copa de Clubes del Mundo Árabe 2017-18          |
|  | Descenso a la Segunda División de Siria 2017-18 |

## Estadísticas

### Goleadores
Actualizado hasta el 10 de mayo de 2017.
| Lugar | Jugador           | Equipo     | Goles |
| ----- | ----------------- | ---------- | ----- |
| 1     | Nasouh Al Nakdali | Al-Ittihad | 8     |
| 2     | Ahmad Al Asaad    | Al-Shorta  | 7     |
| 2     | Osama Omari       | Al-Wahda   | 7     |
| 2     | Basel Mustafa     | Tishreen   | 7     |
| 5     | Mohammad Al Wakid | Al-Jaish   | 6     |
| 5     | Yaseer Ibrahem    | Al-Shorta  | 6     |
| 5     | Raafat Muhtadi    | Al-Ittihad | 6     |
| 8     | Ahmad Haj Mohamad | Hutteen    | 4     |
| 8     | Ali Khalil        | Hutteen    | 4     |
| 8     | Natiq Youssef     | Al-Jazeera | 4     |